# Teledyne e2v
Teledyne e2v es un fabricante internacional con sede en Inglaterra, que diseña, desarrolla y fabrica sistemas y componentes tecnológicos. Anteriormente la compañía se conocía con el nombre de English Electric Valve Company, y durante otro periodo más corto como Marconi Applied Technologies. 

## Historia
La compañía tuvo su origen a principios de los años 1940 como parte del grupo Marconi, fabricante de magnetrones para sistema de defensa radar. La compañía se registró por primera vez como compañía independiente en Chelmsford (Essex), en 1947 por Seymon Aisenstein. Su nombre inicialmente fue Phoenix Dynamo Co Ltd, a pesar de eso, inmediatamente cambió a English Electric Valve Company Ltd.

## Adquisiciones
En 2005, e2v compró Gresham Scientific Instruments, que posteriormente, en 2012 fue vendida a SGX Sensortech.
En marzo del 2017 e2v fue adquirida por la multinacional estadounidense Teledyne y e2v pasó a llamarse Teledyne e2v.

## Clientes
Entre los mayores clientes de Teledyne e2v se encuentran:
- Airbus
- Boeing
- La Universidad de Nottingham
- Siemens
- ESA
- Carestream Salud
- Rockwell Collins
- Raytheon
- Tomotherapy
- Jaxa
- NASA
- Andor Tecnología

## Global Operations
Con sede en Chelmsford, Essex, Inglaterra, e2v tiene dos instalaciones en Reino Unido, basadas en diseño, desarrollo y fabricación, en Chelmsford y en Lincoln. Además tiene instalaciones de diseño y producción en Grenoble, Francia, otra en Sevilla, España, y otra en Milpitas, EE.UU.. También tiene una base operacional con instalaciones de soporte al cliente en Pekín, China. e2v también tiene oficinas de ventas, servicio y soporte técnico en el Reino Unido, América del Norte, Francia, Japón, Corea, y Hong Kong.
En total, e2v tiene 12 centros operativos:
- Chelmsford Reino Unido - (Sede central de e2v) oficina de ventas regional para el norte de Europa.
- Milpitas EE. UU. - Instalaciones de diseño, desarrollo y fabricación especializada en tecnología aeroespacial y componentes basados en semicondutor de alta fiabilidad para defensa.
- Grenoble, Francia - Instalaciones de diseño, desarrollo y fabricación especializadas en semiconductores y sensores de imagen.
- Sevilla, España - Instalaciones de diseño, desarrollo y fabricación especializa da en sensores de imagen.
- Lincoln, Reino Unido - Instalaciones de diseño, desarrollo y fabricación especializadas electrónica de radiofrecuencias y microondas.
- EE. UU. de Nueva York - oficina de ventas regionales de América
- Francia de París - oficina de ventas regional del sur de Europa
- Pekín, China - soporte operacional regional
- Hong Kong - oficina de ventas regionales para Asia y el Pacífico
- Taipéi Taiwán - oficina de aprovisionamiento regional
- Tokio, Japón - soporte de ventas regionales
- Seúl, Corea del Sur - soporte de ventas regionales